# Трапезна церква Петра і Павла (Києво-Печерська лавра)
Трапезна церква Петра і Павла — православна трапезна церква на території Києво-Печерської лаври, збудована у 1686-1694 роках та зруйнована у 1893 році. На її місці у 1893-1895 роках за проєктом архітектора В. М. Ніколаєва спорудили новий трапезний храм Антонія та Феодосія Печерських.

## Історія
Перша мурована трапезна Києва-Печерської лаври була зведена у 1108, взимку 1195 її споруда витримала перший відомий у Києві землетрус, але зазнала значних пошкоджень від землетрусу 1230 року.
Під час навали Батия у 1240 році трапезну, ймовірно, зруйнували, адже після цього відомостей про неї в історичних джерелах немає.
Уперше за довгий час вона з'являється на мапі лаврського ченця Атанасія Кальнофойського в 1638. Згідно з зображенням на мапі це була витягнута із заходу на схід дерев'яна одноповерхова чотирисекційна споруда, кожна із секцій якої була вкрита двосхилим дахом. Розташовувалася вона трохи далі від місця, де стоїть сучасна трапезна церква.
У 1684—1694 коштом заможного київського міщанина Михайла Максимовича в Лаврі побудували нову муровану трапезну із церквою в ім'я святих Петра і Павла. У будівництві брав участь інженер П. Гордон. Це була досить велика, прямокутна у плані споруда.
Трапезна сильно постраждала від пожежі 1718 року, але вже в 1720 її відновили, перебудувавши у стилі українського бароко та переосвятивши трапезну церкву на честь Дванадцяти апостолів. Після перебудови будівля стала двоярусною, її видовжений (приблизно 18×6 сажнів) основний об'єм завершувався на сході гранчастою апсидою, увінчаною позолоченою бароковою банею з маківкою над ліхтариком. Західний фасад будівлі прикрашав криволінійний фронтон, вхід до трапезної оформили у вигляді прибудованої ротонди з окремою банею. 1825 року будівлю трапезної обміряв тодішній міський архітектор Андрій Меленський.
У 1823—1824 старі розписи трапезної зіскоблили, а київські художники Йосип Белецький та Іван Куликовський прикрасили внутрішній об'єм будівлі новими розписами, що зображали преподобних отців Печерських у золотих зірках: Антонія, Феодосія, Пимена Болящего, Миколу Святошу, Нестора Літописця, Марка Печерника, Аліпія Іконописця, Іоанна Багатостраждального та інших. Вікна та двері трапезної пофарбували в зелений колір і також розписали. У передпокої трапезної теж містилися розписи із перспективним зображенням Єрусалима з висоти пташиного польоту, або ж, за іншими джерелами — із зображенням пустині та звірів, птахів і плазунів.
До кінця XIX століття кількість лаврських ченців значно зросла і будівля трапезної стала замалою.
У 1893 архітектор Володимир Ніколаєв склав проєкт будівництва нової трапезної. Його первісний варіант передбачав збереження старої будівлі, але того ж року на стінах трапезної з'явилися небезпечні тріщини і зібрана для обстеження будівлі спеціальна комісія дійшла висновку, що відремонтувати трапезну не вдасться, тому у жовтні Духовний собор Лаври ухвалив розібрати стару будівлю, а на її місці спорудити нову, більшу за об'ємом, трапезну. Незабаром заклали фундамент нової трапезної церкви, а стару будівлю розібрали взимку 1893—1894.
Нову трапезну церкву, споруджену у неовізантійському стилі за проєктом Володимира Ніколаєва, освятили в 1895 на честь преподобних Антонія та Феодосія Печерських, адже незадовго до цього закрили присвячені їм вівтарі на хорах собору Успіння Пресвятої Богородиці.